# SN 1996U
SN 1996U – supernowa typu Ia odkryta 15 marca 1996 roku w galaktyce A115033+1026. W momencie odkrycia miała maksymalną jasność 22,20m.